# Hvis jeg var konge (film fra 1920)
Hvis jeg var konge er en amerikansk stumfilm fra 1920 af J. Gordon Edwards.

## Medvirkende
- William Farnum som François Villon
- Betty Ross Clarke som Katherine
- Fritz Leiber Sr. som Louis XI
- Walter Law som Thibault
- Henry Carvill som Triestan
- Claude Payton som Montigney
- V.V. Clogg som Toison D'Or
- Harold Clairmont som Noel
- Renita Johnson som Huguette
- Kathryn Chase som Elizabeth